# 中寨成汤庙
中寨成汤庙，位于山西省晋城市阳城县西河乡中寨村村西。

## 保护
2013年1月，中寨成汤庙公布为第三批晋城市文物保护单位，编号3-234。2021年8月4日，中寨成汤庙公布为第六批山西省文物保护单位，古建筑类，编号6-220。